# Synagoge (Lausanne)

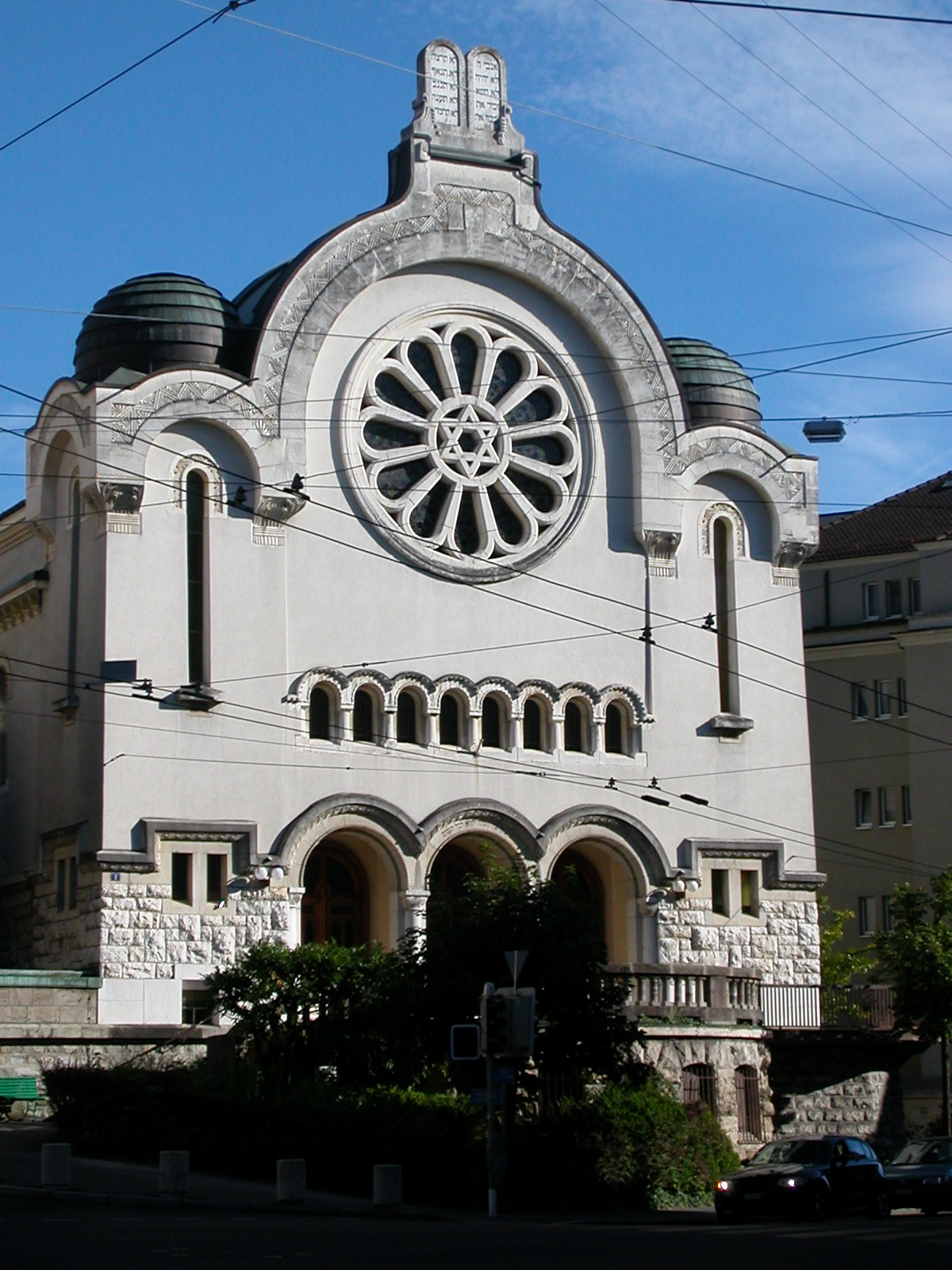
Synagoge in Lausanne

Die Synagoge in Lausanne, Hauptort des Schweizer Kantons Waadt, wurde 1909/10 nach Plänen der Architekten Charles Bonjour, Adrien van Dorsser und Oscar Oulevey errichtet. Die Synagoge an der Avenue Juste-Olivier Nr. 1 ist ein Kulturgut von nationaler Bedeutung.
Zunächst wurden um 1860 von den jüdischen Familien der Stadt Räumlichkeiten zur Abhaltung von Gottesdiensten gemietet. Im November 1898 konnte ein Raum im neu gebauten Maison Mercier gemietet und zu einer Synagoge umgebaut werden.
Der Rabbiner Wertheimer aus Genf regte den Bau einer Synagoge an. Auf Grund eines Vermächtnisses von Daniel Iffla, einem in Paris lebenden Mäzen, konnte der Bau der Synagoge begonnen werden. Die Einweihung fand am 7. November 1910 statt.
Gemeinderabbiner ist seit Ende 2017 der aus Italien stammende Eliezer Shai Di Martino, Chasan ist Alain Shraga Blum.
Präsident der Gemeinde Lausanne (CILV) ist seit 23. Januar 2022 Elie Elkaim als Nachfolger des verstorbenen Alain Schauder.

## Profanationen und Attacken
- 2006: In der Nacht auf Samstag, den 1. April 2006, wurden von unbekannten Tätern sechs Scheiben eingeschlagen und zwei Fenster beschädigt.
- 2021: Am 30. Januar 2021 hat eine unmittelbar nach der Tat ermittelte Frau mittleren Alters zunächst ein Plüschtierschwein sowie ein Paket mit Speckstreifen an einer Seitentür übergeben wollen und, nachdem ihr nicht geöffnet wurde, beides unmittelbar vor dem Hauptportal der Synagoge deponiert. Ihren Affront hatte sie zuvor auf ihrem facebook-Account angekündigt.